# Arcuator nigerensis
Arcuator nigerensis är en tvåvingeart som beskrevs av Curtis W. Sabrosky 1985. Arcuator nigerensis ingår i släktet Arcuator och familjen fritflugor.
Artens utbredningsområde är Niger. Inga underarter finns listade i Catalogue of Life.